# 布羅斯利 (密蘇里州)
布羅斯利（英語：Broseley）是位於美國密蘇里州巴特勒縣的普查規定居民點。

## 歷史
布羅斯利的郵局自1913年營運至今。

## 人口
根據2020年美國人口普查的數據，布羅斯利的面積為1.34平方千米，皆為陸地。當地共有人口163人，而人口密度為每平方千米121.64人。